# Rocinela patriciae
Rocinela patriciae is een pissebed uit de familie Aegidae. De wetenschappelijke naam van de soort is voor het eerst geldig gepubliceerd in 1986 door Lima.